# Chimarra yaloma
Chimarra yaloma là một loài Trichoptera trong họ Philopotamidae. Chúng phân bố ở miền Australasia.